# Vitesse par équipes masculine aux Jeux olympiques d'été de 2004
Navigation
Sydney 2000 Pékin 2008
La compétition de vitesse par équipes masculine aux Jeux de 2004 a vu s'opposer douze équipes.
Ces épreuves se sont disputées le 21 août.

## Médaillés
| Or                                             | Argent                                                 | Bronze                                               |
| Allemagne Jens Fiedler Stefan Nimke René Wolff | Japon Toshiaki Fushimi Masaki Inoue Tomohiro Nagatsuka | France Mickaël Bourgain Laurent Gané Arnaud Tournant |

## Résultats

### Qualifications (21 août)
Les douze équipes de trois coureurs ont participé à un tour de qualifications. Les huit équipes avec les meilleurs temps se sont qualifiées pour la suite de la compétition alors que les quatre autres recevaient un rang final basé sur le temps obtenu.
| Rang | Équipe                                                               | Temps      |
| ---- | -------------------------------------------------------------------- | ---------- |
| 1    | France Mickaël Bourgain Laurent Gané Arnaud Tournant                 | 44 s 179 Q |
| 2    | Allemagne Jens Fiedler Stefan Nimke René Wolff                       | 44 s 251 Q |
| 3    | Japon Toshiaki Fushimi Masaki Inoue Tomohiro Nagatsuka               | 44 s 355 Q |
| 4    | Espagne José Antonio Escuredo Salvador Melià José Antonio Villanueva | 44 s 452 Q |
| 5    | Australie Ryan Bayley Sean Eadie Shane Kelly                         | 44 s 512 Q |
| 6    | Pays-Bas Jan Bos Theo Bos Teun Mulder                                | 44 s 539 Q |
| 7    | Grande-Bretagne Chris Hoy Craig MacLean Jamie Staff                  | 44 s 693 Q |
| 8    | Grèce Georgios Cheimonetos Dimitrios Georgalis Lampros Vasilopoulos  | 44 s 986 Q |
| 9    | Pologne Rafał Furman Łukasz Kwiatkowski Damian Zieliński             | 45 s 093   |
| 10   | Cuba Reinier Cartaya Jorge Julio César Herrera Ahmed López           | 45 s 548   |
| 11   | États-Unis Adam Duvendeck Giddeon Massie Christian Stahl             | 45 s 742   |
| 12   | Slovaquie Peter Bazálik Jaroslav Jeřábek Ján Lepka                   | 45 s 978   |

### Premier tour (21 août)
Dans le premier tour, les équipes s'affrontaient. Les deux gagnantes les plus rapides se sont qualifiées pour la finale. Les deux autres gagnantes se qualifiaient pour la petite finale et les perdantes ont reçu un rang final selon les temps obtenus pendant ce tour. Dans ce tour, la Grande-Bretagne signait le deuxième temps absolu des participants mais ne pouvait pas se qualifier pour les finales, à cause de sa défaite contre l'Allemagne.
| Série | Rang | Équipe          | Temps      |
| ----- | ---- | --------------- | ---------- |
| 1     | 4    | Australie       | 44 s 320 Q |
| 1     | 7    | Espagne         | 44 s 687   |
| 2     | 2    | Japon           | 44 s 081 Q |
| 2     | 6    | Pays-Bas        | 44 s 370   |
| 3     | 1    | Allemagne       | 43 s 955 Q |
| 3     | 5    | Grande-Bretagne | 44 s 075   |
| 4     | 3    | France          | 44 s 128 Q |
| 4     | 8    | Grèce           | 45 s 708   |

### Classement 3-4 (21 août)
| Rang | Équipe    | Temps    |
| ---- | --------- | -------- |
| 3    | France    | 44 s 359 |
| 4    | Australie | 44 s 404 |

### Finale (21 août)
| Rang | Équipe    | Temps    |
| ---- | --------- | -------- |
| 1    | Allemagne | 43 s 980 |
| 2    | Japon     | 44 s 246 |

### Classement final
| Rang | Équipe          |
| ---- | --------------- |
| 1    | Allemagne       |
| 2    | Japon           |
| 3    | France          |
| 4    | Australie       |
| 5    | Grande-Bretagne |
| 6    | Pays-Bas        |
| 7    | Espagne         |
| 8    | Grèce           |
| 9    | Pologne         |
| 10   | Cuba            |
| 11   | États-Unis      |
| 12   | Slovaquie       |

## Sources
- (en) Cet article est partiellement ou en totalité issu de l’article de Wikipédia en anglais intitulé « Cycling at the 2004 Summer Olympics – Men's team sprint » (voir la liste des auteurs).